# Arméns luftvärnscentrum
Arméns luftvärnscentrum (LvC) var ett truppslagscentrum för luftvärnet inom svenska armén som verkade åren 1991–1997. Förbandsledningen var förlagd i Norrtälje garnison i Norrtälje.

## Historik
Arméns luftvärnscentrum bildades den 1 juli 1991 i samband med försvarsutredning 1988 genom att truppslagsinspektörerna med truppslagsavdelningar i Arméstaben slogs samman med arméns strids- och skjutskolor samt övriga truppslagsskolor, vilka bildade så kallade Truppslagscenter. Denna omstrukturering resulterade i att arméns skolor avvecklades som självständiga enheter och de nyuppsatta truppslagscentren övertog ansvaret över utbildningen vid skolorna.
Arméns luftvärnscentrum bestod 1991 av arméstabens luftvärnsavdelning, Luftvärnets officershögskola och tekniska skola (LvOHS/TS), Luftvärnsskjutskolan (LvSS). Luftvärnsdelen av Artilleri- och ingenjörhögskolan (AIHS) tillkom i Arméns luftvärnscentrum året därpå. Chefen för Arméns luftvärnscentrum innehade även befattningen Luftvärnsinspektören.
Genom försvarsbeslutet 1996 kom Arméns samtliga truppslagscenter att avvecklas och dess uppgifter övertogs av Armécentrum (ArméC). Detta ledde till att Arméns luftvärnscentrum avvecklades den 31 december 1997 som enhet, och Luftvärnsskjutskolan åter blev ett självständigt förband under det nya namnet Luftvärnets stridsskola (LvSS). I samband med denna avveckling försvann även befattningen luftvärnsinspektör.

## Ingående enheter
- Luftvärnsinspektören med stab (Lvinsp)
- Luftvärnets officershögskola och tekniska skola (LvOHS/TS)
- Luftvärnsskjutskolan (LvSS)

## Heraldik och traditioner
År 1995 instiftades Arméns luftvärnscentrums hedersmedalj i silver (LvCSM) och i brons (LvCBM). Medaljen är av 8:e storleken, med röda med två vita ränder på vardera sidan av bandet.

## Förbandschefer
Förbandschefen för Arméns luftvärnscentrum var tillika luftvärnsinspektör. Nedan lista är en förteckning över luftvärnsinspektörer verksamma åren 1946–1997. Åren 1991–1997 var luftvärnsinspektören chef för Arméns luftvärnscentrum.

- 1946–1953: Ragnar Lindblad
- 1953–1957: Bengt Bengtsson
- 1957–1964: Sven Thofelt
- 1964–1968: Sven Hådell
- 1968–1975: Carl Herlitz
- 1975–1982: Göran Persson
- 1982–1992: Sven Sjölander
- 1993–1995: Leif Gunnerhell
- 1995–1997: Stig Schyldt

## Namn, beteckning och förläggningsort
| Arméns luftvärnscentrum | 1991-07-01 | – | 1997-12-31 |

| LvC | 1991-07-01 | – | 1997-12-31 |

| Norrtälje garnison (F) | 1991-07-01 | – | 1997-12-31 |
| Väddö skjutfält (Ö)    | 1991-07-01 | – | 1997-12-31 |

## Galleri

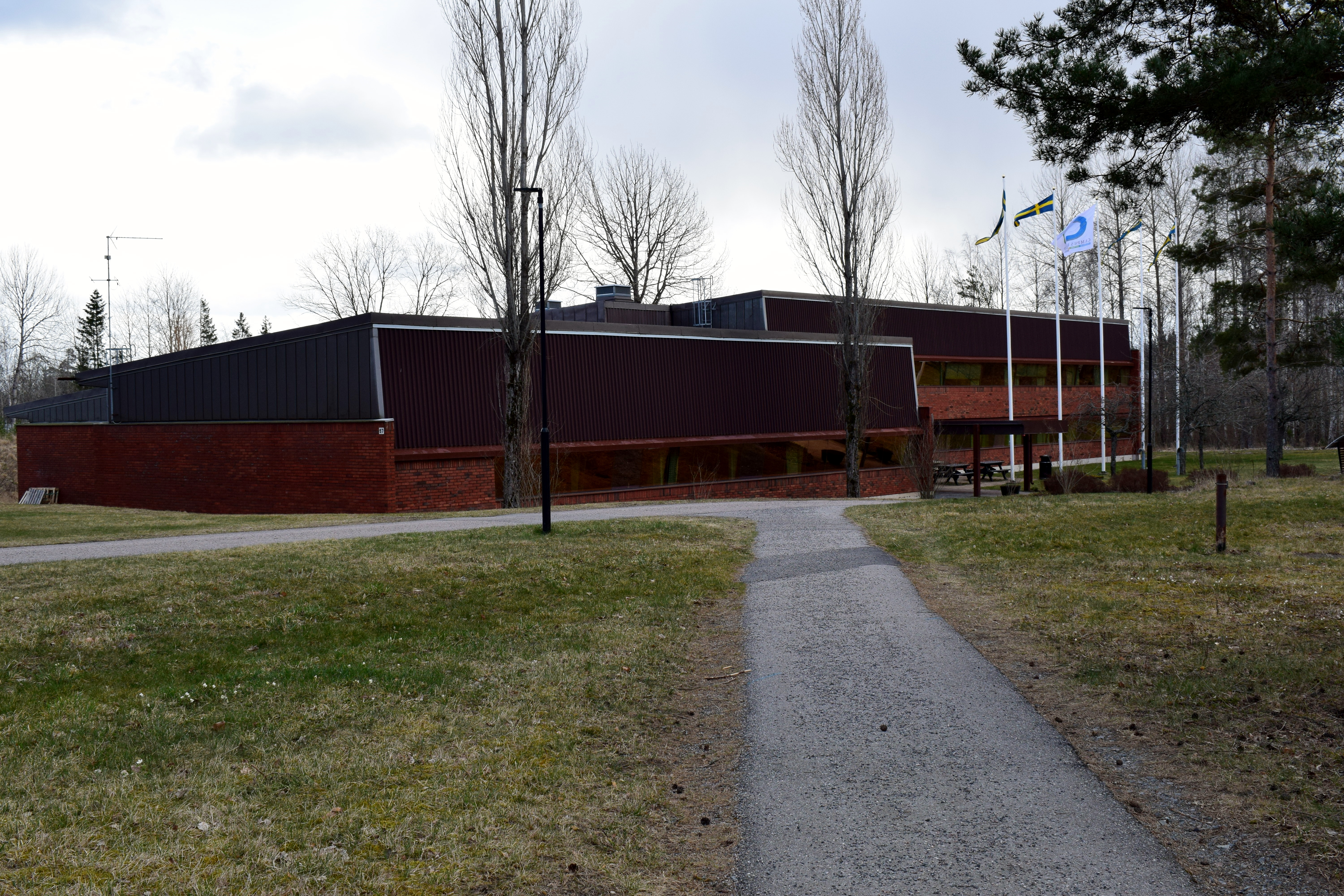
Stabsbyggnaden vid Norrtälje garnison
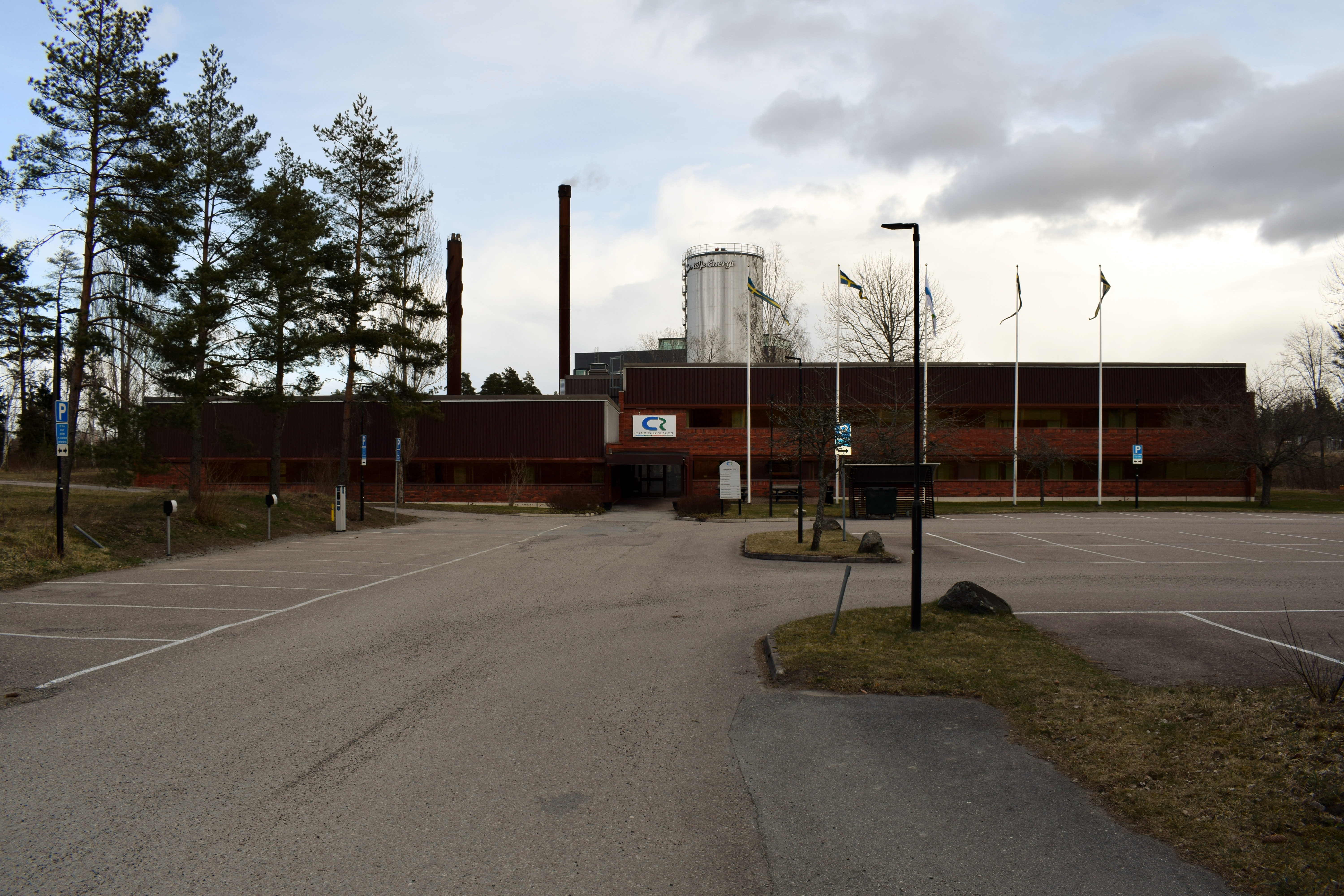
Stabsbyggnaden vid Norrtälje garnison
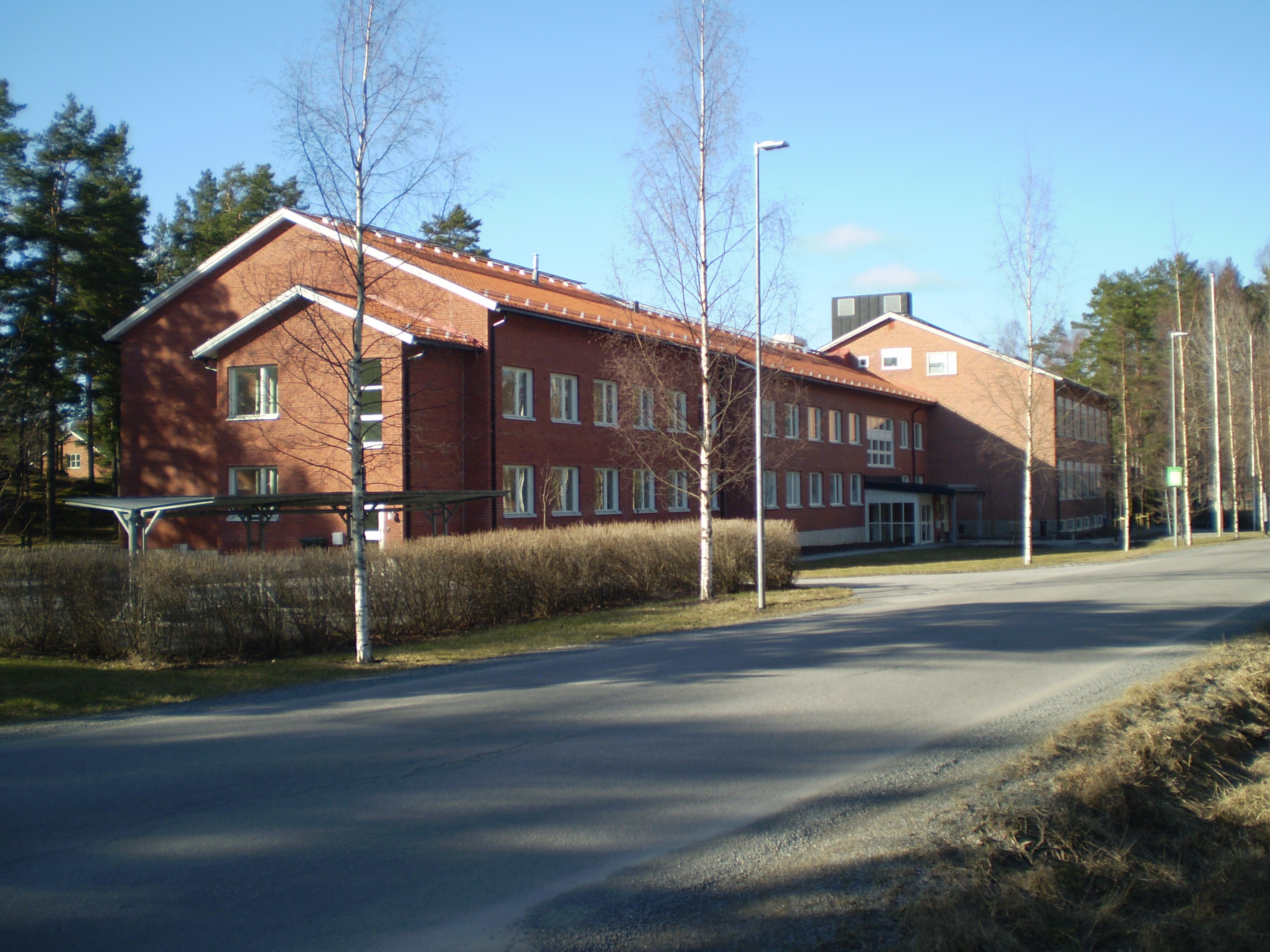
Skolbyggnad vid Norrtälje garnison
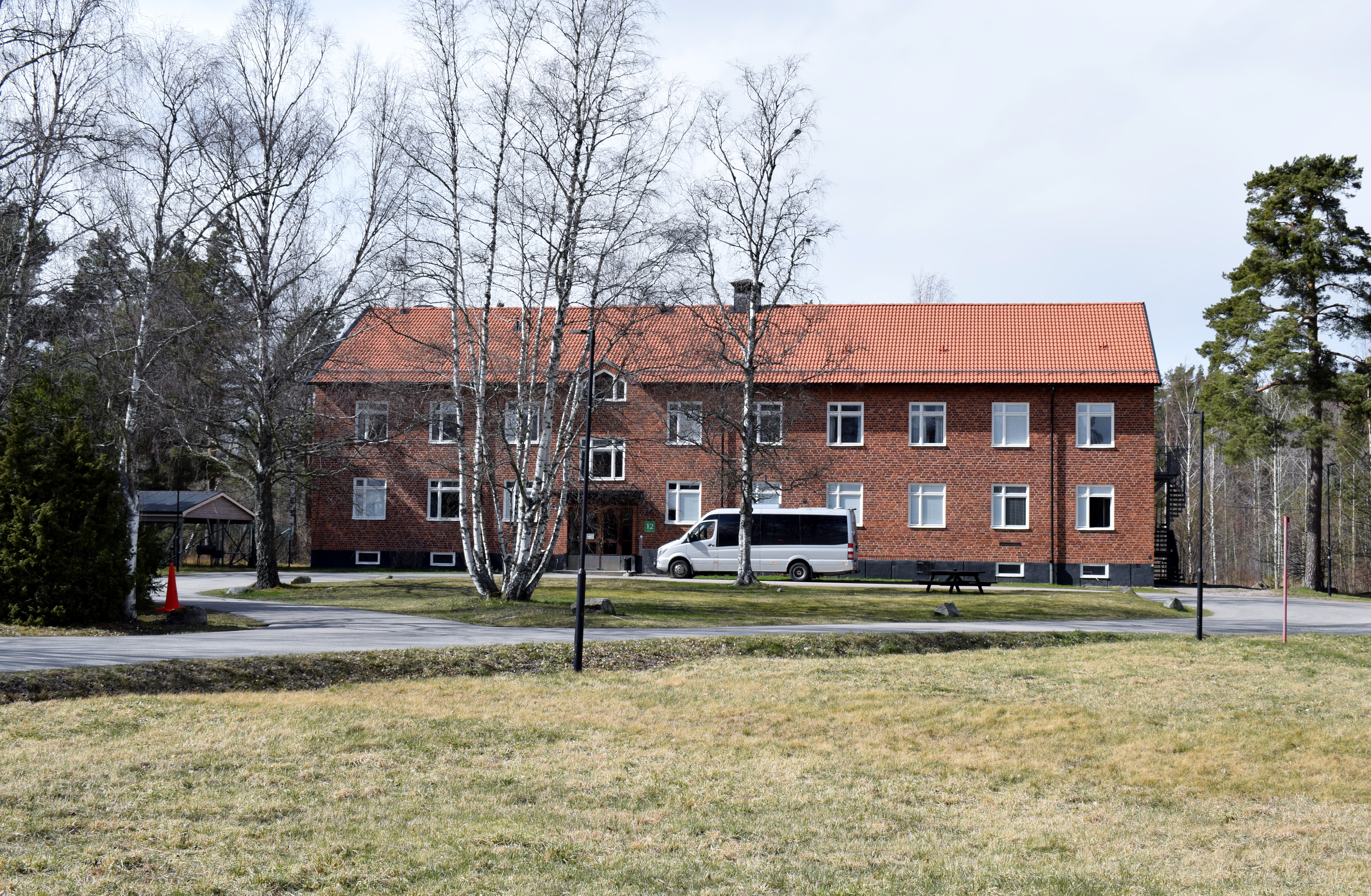
Elevhotell vid Norrtälje garnison